# かもめ翔ぶ海
『かもめ翔ぶ海』（かもめとぶうみ）は宝塚歌劇団のミュージカル作品。雪組公演。
併演作品は『サン・オリエント・サン』。

## 解説
※『宝塚歌劇100年史（舞台編）』の宝塚大劇場公演のページを参照
幕末において、新しい国家を再建する意気に燃えた武士や学者たちの青春群像を描いた作品。

## あらすじ
※『宝塚歌劇100年史（舞台編）』の宝塚大劇場公演のページを参照
江戸時代の天保、渡辺崋山の門人・島田悠太郎は、ある祝いの席で深川芸者の蔦吉と知り合い、互いに憎からず想い合う仲となる。崋山と敵対する鳥居耀蔵の懐刀と言われる笠原剛蔵も蔦吉に執心しており、蔦吉の弟である幕臣・花井一から聞き出した幕府を批判する崋山の文書を証拠に、彼を捕まえる。崋山の助命嘆願に奔走する悠太郎は・・・。

## 公演期間と公演場所
- 1981年11月13日 - 12月20日[2]（第一回・新人公演：11月27日[3]、第二回・新人公演：12月11日[3]）　宝塚大劇場
- 1982年3月4日 - 3月30日[4]（新人公演：3月17日[3]）　東京宝塚劇場

## 主な配役
※「（）」の人物は新人公演・配役
- 島田悠太郎 - 麻実れい（宝塚第一回・東京：桐さと実、宝塚第二回：杜けあき）[3]
- 蔦吉 - 遥くらら（宝塚第一回・東京：美風りざ、宝塚第二回：草笛雅子）[3]

## 宝塚大劇場公演のデータ
形式名は「ミュージカル・ロマンス」。16場。

### スタッフ（宝塚大劇場）
- 作・演出：菅沼潤[2][5]
- 演出：太田哲則[2][5]
- 作曲・編曲：吉崎憲治[5]
- 編曲：橋本和明[5]
- 音楽指揮：十時一夫[5]
- 振付：花柳芳次郎[5]
- 装置：大橋泰弘[5]
- 衣装[5]：任田幾英、中川菊枝
- 照明：沢田祐二[6]
- 音響：松永浩志[6]
- 小道具：上田特市[6]
- 効果：坂上勲[6]
- 合唱指導：十時一夫[6]
- 演出助手：谷正純[6]
- 制作：武井泰治[6]

## 主な楽曲
- かもめの海

レーベル CBS/SONY
品番 07SH1084
EP(A面 かもめの海 B面サン・オリエント・サン)
- 馬より下りて
- 海の果への想い
- 開國への希望
- 義成らんとせば
- 御祭礼
- 隅田川
- 船頭唄
- 門前仲町

（作詞 ： 菅沼　潤  作 曲： 吉崎憲治）
- かもめ跳ぶ海 実況盤

宝塚歌劇団 雪組
ＬＰレコード
レーベルＣＢＳソニー
品番２５ＡＨ１４０８
1982年